# Žacléř
Žacléř (niem. Schatzlar) – miasto w Czechach, w kraju hradeckim, w powiecie trutnowskim (czes. okres Trutnov). 31 grudnia 2003 powierzchnia miasta wynosiła 2182 ha, a liczba jego mieszkańców 3613; źródła Bobru w dzielnicy Bobr. 

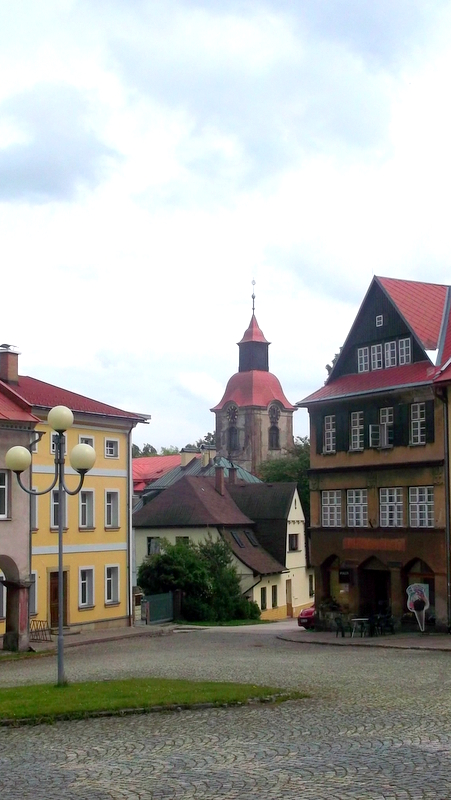
Widok na kościół Trójcy Świętej z placu Rychorskiego

## Historia
Pierwsza pisemna wzmianka o miejscowości pochodzi z 1334. W 1570 klasztor w Krzeszowie – właściciel miasta – wystawił dokument, w którym pojawiły się pierwsze wzmianki o wydobyciu tu węgla kamiennego. Wydobycie metodą głębinową zakończono w mieście z końcem 1992, natomiast metodą odkrywkową prowadzone jest do dzisiaj. Dawna kopalnia „Jan Šverma” została przekształcona w skansen, w którym obejrzeć można kompletne wyposażenie maszynowe dawnego zakładu górniczego.

### Filia Groß-Rosen
W miejscowości znajdowała się filia obozu koncentracyjnego Groß-Rosen.

## Demografia

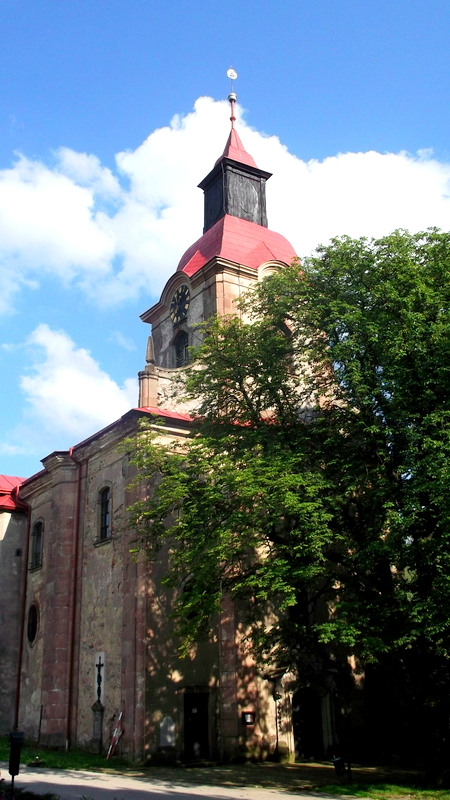
Kościół Trójcy Świętej

| Rok             | 1970  | 1980  | 1991  | 2001  | 2003  |
| --------------- | ----- | ----- | ----- | ----- | ----- |
| Liczba ludności | 4 608 | 4 298 | 3 700 | 3 633 | 3 613 |

Źródło: Czeski Urząd Statystyczny

## Części miasta
- Žacléř
- Bobr
- Prkenný Důl

## Miasta partnerskie
- Goldkronach (Niemcy)
- Lubawka (Polska)
- Kowary (Polska)